# 니시닛포리역
니시닛포리역(일본어: 西日暮里駅, にしにっぽりえき)은 일본 도쿄도 아라카와구에 있는 철도역이다.

## 타는 곳

### 도쿄 지하철
| 1 | 지요다 선(지하 2층) | 오테마치·요요기우에하라·오다큐 선 혼아쓰기 방면 |
| 2 | 지요다 선(지하 3층) | 기타센주·아야세·조반 선 마쓰도·도리데 방면      |

### 동일본 여객철도
게이힌 도호쿠 선의 쾌속전철은 이 역을 통과 한다.
| 1 | 게이힌 도호쿠 선      | 우에노·도쿄·시나가와·요코하마·사쿠라기초·이소고·오후나 방면 |
| 2 | 야마노테 선(외선순환) | 우에노·도쿄·시나가와 방면                                   |
| 3 | 야마노테 선(내선순환) | 다바타·이케부쿠로·신주쿠 방면                               |
| 4 | 게이힌 도호쿠 선      | 다바타·아카바네·오미야 방면                                 |

### 도쿄 도 교통국
| 1 | ■ 닛포리·도네리 라이너 | 닛포리 방면              |
| 2 | ■ 닛포리·도네리 라이너 | 미누마다이 친수공원 방면 |

## 역사
- 1969년 12월 20일: 지요다 선 철도역이 영업 개시.
- 1971년 4월 20일: 야마노테 선 및 게이힌 도호쿠 선 철도역이 영업 개시.
- 2008년 3월 30일: 닛포리·도네리 라이너 철도역이 영업 개시.

## 사진

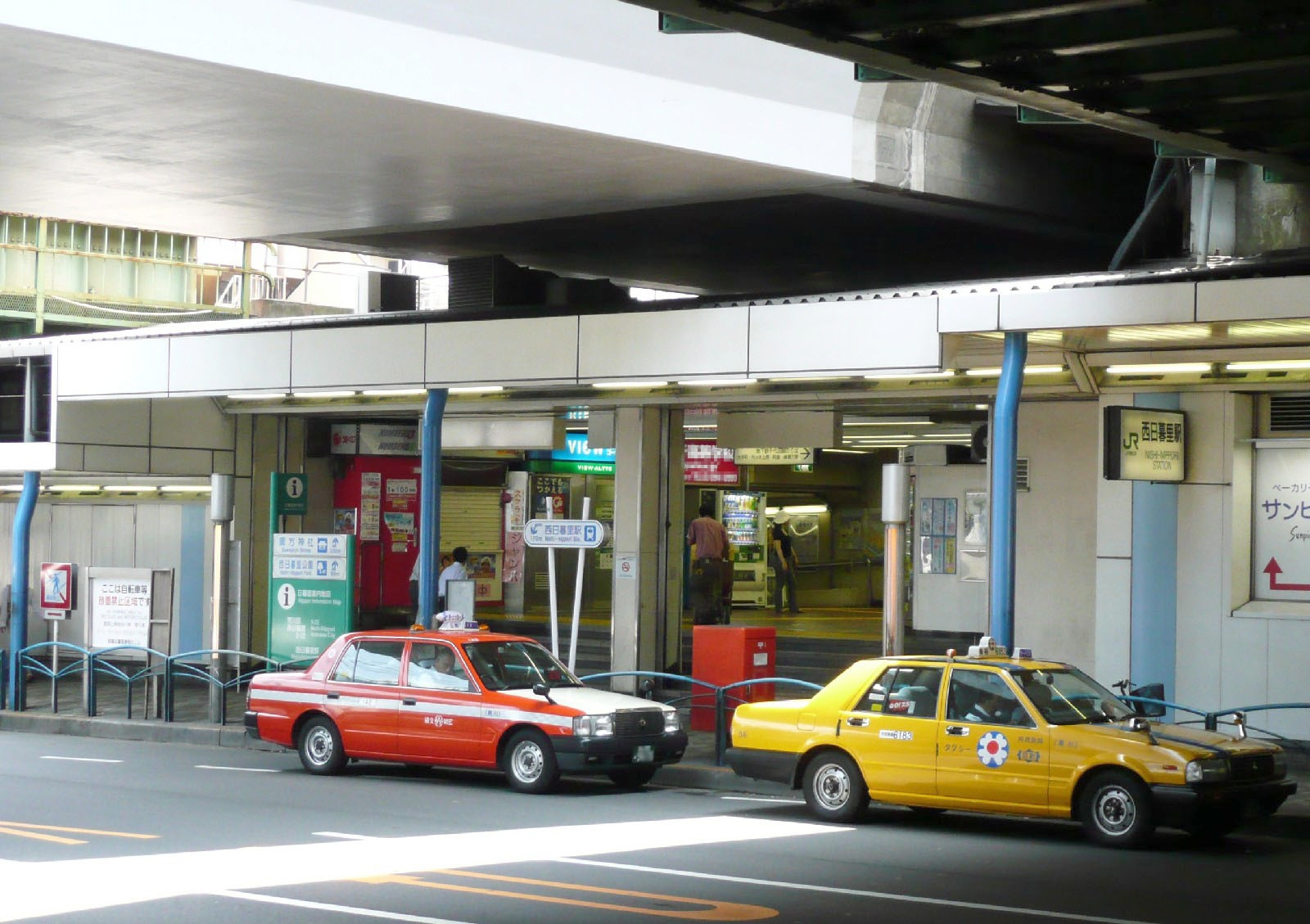
JR 출입구 모습
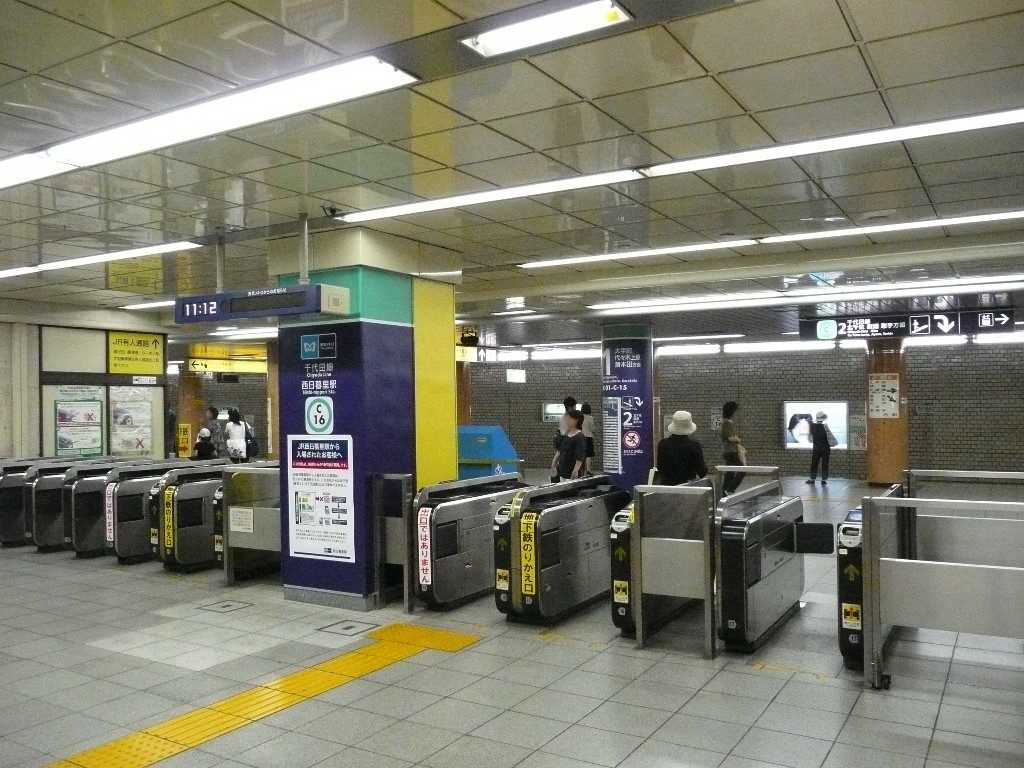
지요다 선과 JR 환승 전용 개찰 모습
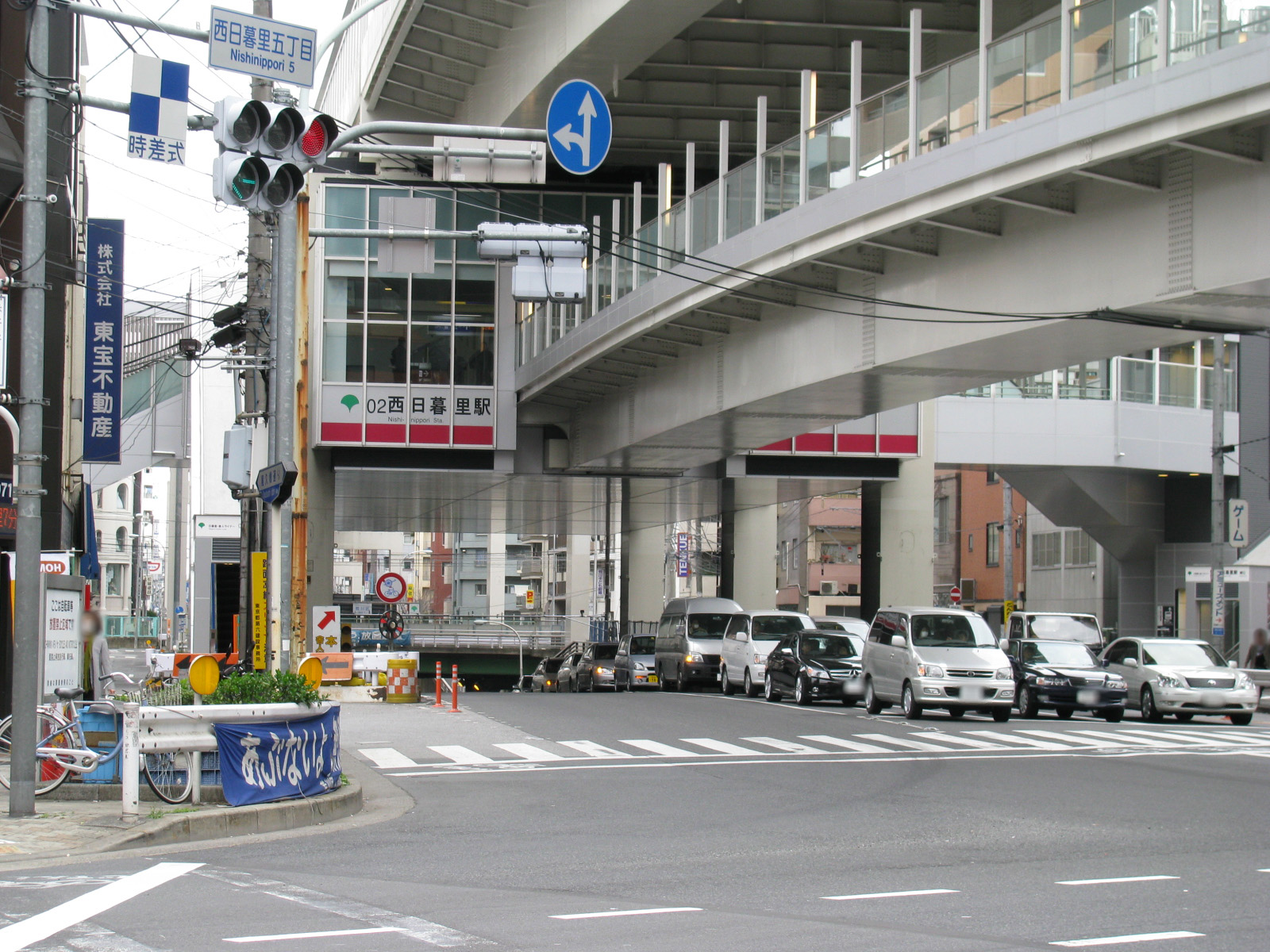
닛포리·도네리 라이너 역사 모습

## 인접역
| 동일본 여객철도 도호쿠 본선                  | 동일본 여객철도 도호쿠 본선 | 동일본 여객철도 도호쿠 본선                    |
| -------------------------------------------- | --------------------------- | ---------------------------------------------- |
| 다바타 오미야 방면                           | ■ 게이힌 도호쿠 선 각역정차 | 닛포리 오후나 방면                             |
| JY 09 다바타 내선 순환                       | 야마노테 선                 | JY 07 닛포리 외선 순환                         |
| 도쿄 메트로 9호선                            |                             |                                                |
| C15 센다기 요요기우에하라 방면               | 지요다 선                   | C17 마치야 아야세 방면                         |
| 도쿄 도 교통국 신교통 닛포리 · 도네리 라이너 |                             |                                                |
| 01 닛포리 방면                               | 닛포리 · 도네리 라이너      | 03 아카도 초등학교 앞 미누마다이 친수공원 방면 |